# 吴拉姆·穆斯塔法·巴希尔
吴拉姆·穆斯塔法·巴希尔（1987年7月4日—），巴基斯坦男子射击运动员，2016年南亚运动会男子25米手枪速射和男子25米手枪速射团体银牌得主、2022年世界射击锦标赛男子25米手枪速射铜牌得主。